# مباركفور
مباركفور (بالإنجليزية: Mubarakpur)‏ (بالهندية: মুবারকপুর) هي مدينة من مدن الهند التابعة لأتر برديش. يبلغ عدد سكانها 109539 نسمة وذلك حسب إحصائيات سنة 2011. يبلغ ارتفاع المدينة عن سطح البحر قرابة 69 متر.

## تاريخ
يرجع تاريخ إنشاء المدينة إلى القرن الـ15.

## التركيبة السكانية
يبلغ مجموع سكان مباركفور نحو 109939. يبلغ عدد السكان المسلمون نحو 80%، بينما 15 % هندوس والأديان الأخرى 5%.

## أعلام المدينة
هناك مجموعة من العلماء يعرفون بالمباركفوري لكونهم ينتسبون إلى مدينة (مباركفور) بالهند منهم أبو العلا عبد الرحمن المباركفوري صاحب تحفة الأحوذي في شرح سنن الترمذي (ت : 1353 هـ) ، وتلميذه عبيد الله المباركفوري صاحب مرعاة المفاتيح شرح مشكاة المصابيح (ت : 1414هـ) ، وتلميذ عبيد الله وهو صفي الرحمن المباركفوري صاحب الرحيق المختوم وأمير جماعة أهل الحديث بالهند (ت : 1427هـ). والعلامة ظهير الدين المباركفوري المتوفي عام 2017.

## روابط خارجية
- http://www.nppmubarakpur.com/new/college.jsp

الجامعة الأشرفية في مدينة مبارك فور